# Spheropistha nigroris
Spheropistha nigroris is een spinnensoort in de taxonomische indeling van de kogelspinnen (Theridiidae).
Het dier behoort tot het geslacht Spheropistha. De wetenschappelijke naam van de soort werd voor het eerst geldig gepubliceerd in 2000 door Yoshida, Tso & Severinghaus.